# میدازولام
میدازولام (به انگلیسی: midazolam)، دارویی است که بیش‌تر برای بیهوشی استفاده شده و خواص ضد اضطرابی و آرام بخش دارد.

## موارد مصرف
میدازولام یک داروی بنزودیازپین نسبتاً کوتاه اثر بوده که دارای اثرات ضد اضطرابی، آرام بخش، ضد تشنجی و شل‌کننده عضلانی می‌باشد. در موارد بی حسی پیش از آندوسکوپی و اعمال کوتاه تشخیصی همانند برونکوسکوپی، گاستروسکوپی، سیتوسکوپی و آنژیوگرافی، به عنوان داروی پیش بیهوشی در اعمال جراحی کوچک و اعمال جراحی دندان، القاء بیهوشی پیش از تجویز داروهای بیهوشی، درمان صرع و تشنج و سکسکه مقاوم به درمان نیز استفاده می‌شود.

## مکانیسم اثر
مانند سایر بنزودیازپین‌ها آگونیست گیرنده‌های بنزودیازپینی بوده که با اثر بر روی گیرنده‌های گاما آمینوبوتیریک اسید و در نهایت ورود یون کلر به نورونها اثرات خود را اعمال می‌کند. میل ترکیبی میدازولام با گیرنده بنزودیازپین حدوداً دو برابر دیازپام است که با قدرت اثر بیشتر این دارو مطابقت دارد.

## موارد منع مصرف
مصرف میدازولام در بیماران الکلی و بیماری آب سیاه (گلوکوم حاد با زاویه باریک)، شوک، افت فشار خون یا آسیب به سر منع مصرف کامل دارد. همچین مصرف این دارو در بیماران مبتلا به اختلالات کبدی، اختلالات حاد تنفسی، افراد مسن و افراد مبتلا به بیماری های عصبی عضلانی از جمله میاستنی گراویس باید با احتیاط مصرف شود. همچنین لازم به ذکر است که میدازولام در رده D بارداری می‌باشد و مصرف آن میتواند موجب صدمه به جنین شود.

## عوارض جانبی
بیشترین عارضه جانبی میدازولام درحین بیهوشی و جراحی شامل افت فشارخون و سرعت تنفس است.